# Степненська сільська рада (Полтавський район)
Степненська сільська рада — колишній орган місцевого самоврядування у Полтавському районі Полтавської області з центром у селищі Степне.

## Населені пункти
Сільраді були підпорядковані населені пункти:
- c-ще Степне